# Yiğitler, Yenifakılı
Yiğitler là một xã thuộc huyện Yenifakılı, tỉnh Yozgat, Thổ Nhĩ Kỳ. Dân số thời điểm năm 2010 là 325 người.